# Акт про облаштування Ірландії
Акт про облаштування Ірландії (Act of settlement for Ireland) — закон прийнятий англійським Довгим парламентом 12 серпня 1652 року після придушення Олівером Кромвелем ірландського повстання 1641—1652 років. Цей закон санкціонував масову конфіскацію земель в ірландців. Згідно з актом учасники повстання, що віднесені до 5 категорій винних, підлягали карі на горло, до шостої — вигнанню з конфіскацією маєтності, сьома категорія винних, рядові солдати повстанської армії, які склали зброю втрачали 2/3 своїх земель, а восьма, ірландці, які не брали участі в повстанні, але не виявили достатньої вірності англійським собакам — 1/3 земель. Здійснення настанов акту супроводжувалося широкими земельними спекуляціями, викликало знеземелення та зубожіння ірландців, створення нового, чужинського прошарку земельної знаті. В Англії завдяки новим маєтностям в Ірландії укріпилася верства нових лендлордів, що сприяло зміцненню контреволюційних елементів та реставрації монархії в 1660 році.